# テレコム国際ベートーヴェンコンクール・ボン
テレコム国際ベートーヴェンコンクール・ボン (International Telekom Beethoven Competition Bonn)は、ドイツ・ボンで行われている国際ピアノコンクール。2011年に現在の名称に切り替わった。

## 概要
ベートーヴェンの作品をメインに据えるコンクールは長らくベートーヴェン国際ピアノコンクール・ウィーンが定番で、ベートーヴェン国際コンクールといえばすぐにウィーンを連想する音楽家が多かったが、これとは別にテレコム国際ベートーヴェンコンクール・ボンという名称の大型コンクールがドイツに設立された。
最も大きな違いは、ピアノはハンブルクスタインウェイD一択であること、Telekomが全面的にスポンサーになること、そして要求される課題曲の曲数がウィーンの倍存在することである。ピアニストはベートーヴェンの室内楽のピアノパートも演奏を要求されるばかりか、ベートーヴェンの作品以外の楽曲も演奏しなければならず大変である。本選を含めた総演奏時間はクライバーン国際ピアノコンクールを上回る計算になるが、抽選で何割かが削除されるため、実際の演奏時間はクライバーンよりは若干少なくなる。ヤマハやカワイやヤンツェ・リヴァーのピアノがなければ予算が成り立たない国際ピアノコンクールが多い中、ハンブルクスタインウェイ以外のピアノを一切認めない硬派のコンクールである。
課題曲が多すぎるためにプレセレクションでせっかく選出されているのに棄権する者が多く、2023年の第1次予選に集うピアニストの数は23人だった。後期のベートーヴェンのピアノソナタの演奏は第1次予選から必修である。
ウィーンで行われているコンクールとは異なり、ライブ演奏が別角度からスクリーンで投影されるなど、外面性の強いピアノコンクールである。
2004年からAAFの助成を受け、2009年にはWFIMCに加盟したため知名度は大きく上昇した。かつては受賞者のライブ演奏を即日ディスク化していたようだが、現在はYoutube上のライブ配信に切り替わった。
なお、スタインウェイアーティスト以外のピアニストも、普通に参加は可能である。ベヒシュタイン社とのつながりが深いHans H. Suhはこのコンクールを制している。

## 開催年と入賞者

### 2005年
- 第1位　Henri Sigfridsson （フィンランド）
- 第2位　高橋礼恵 （日本）
- 第3位　David Kadouch （フランス）

### 2007年
- 第1位　Ian Yungwook Yoo （韓国）
- 第2位　服部慶子 （日本）
- 第3位　Dmitri Demiashkin （ロシア）

### 2009年
- 第1位　Hinrich Alpers （ドイツ）
- 第2位　Jordi Bitlloch （スペイン）
- 第3位　Einav Yarden （イスラエル）

### 2011年
- 第1位　Jingge Yan （中国）
- 第2位　Chi Ho Han （韓国）
- 第3位　Rémi Geniet （フランス）

### 2013年
- 第1位　Soo-Jung Ann （韓国）
- 第2位　Stefan Cassomenos （オーストラリア）
- 第3位　犬飼新之介 （日本）

### 2015年
- 第1位　Filippo Gorini （イタリア）
- 第2位　Ben Cruchley （カナダ）
- 第3位　Moritz Winkelmann （ドイツ）

### 2017年
- 第1位　Alberto Ferro （イタリア）
- 第2位　北村朋幹 （日本）
- 第3位　Ho Jeong Lee （韓国）

### 2019年
- 第1位　Cunmo Yin （中国）
- 第2位　竹澤勇人 （日本）
- 第3位　Shihyun Lee （韓国）

### 2021年
- 第1位　Hans Suh （韓国）
- 第2位　Alexei Tartakovsky （アメリカ/ロシア）
- 第3位　Giorgio Lazzari （イタリア）

### 2023年
- 第1位　Caleb Borick （アメリカ）
- 第2位　Lovre Marušić （クロアチア）
- 第3位　Zhouhui Shen （中国）